# End of the Road
End of the Road ist eine R&B-Ballade von Boyz II Men von 1992. Sie wurde von Babyface, L.A. Reid und Daryl Simmons komponiert und produziert. Der Song bedeutete der internationale Durchbruch des Quartetts.

## Inhalt
Der Song beschreibt den Schmerz nach einer Trennung eines Paares. Dem Text nach gehöre man trotzdem zusammen und die Fehler würden verziehen. Die Idee zum Song hatten die Komponisten Babyface und L.A. Reid, die hier ihre eigenen Scheidungen verarbeiteten. Der Takt wird 12/8 gezählt.

## Geschichte
Der Song entstand für den Soundtrack der Romantik-Komödie Boomerang. Er erschien somit auf dem Soundtrack-Album wie auch auf dem Album Cooleyhighharmony (Reissue) der Band, der erweiterten Wiederauflage des Debütalbums. Der Song verblieb 13 Wochen auf Platz 1 der US-Charts. Ebenso erreichte er in Großbritannien Platz 1 sowie in Australien, Neuseeland und Irland.
Der Song wurde bei den Grammy Awards 1993 mit zwei Grammys ausgezeichnet: für den besten R&B-Song und die beste R&B-Performance einer Gruppe.

## Kommerzieller Erfolg

### Chartplatzierungen
| ChartsChartplatzierungen       | Höchstplatzierung | Wochen |
| ------------------------------ | ----------------- | ------ |
| Deutschland (GfK)              | 6 (23 Wo.)        | 23     |
| Österreich (Ö3)                | 19 (8 Wo.)        | 8      |
| Schweiz (IFPI)                 | 7 (21 Wo.)        | 21     |
| Vereinigte Staaten (Billboard) | 1 (32 Wo.)        | 32     |
| Vereinigtes Königreich (OCC)   | 1 (26 Wo.)        | 26     |

| ChartsJahrescharts (1992)      | Platzierung |
| ------------------------------ | ----------- |
| Deutschland (GfK)              | 77          |
| Vereinigte Staaten (Billboard) | 1           |
| Vereinigtes Königreich (OCC)   | 6           |

### Auszeichnungen für Musikverkäufe
| Land/Region                  | Auszeichnungen für Musikverkäufe (Land/Region, Auszeichnung, Verkäufe) | Verkäufe  |
| ---------------------------- | ---------------------------------------------------------------------- | --------- |
| Australien (ARIA)            | Platin                                                                 | 70.000    |
| Neuseeland (RMNZ)            | 2× Platin                                                              | 60.000    |
| Niederlande (NVPI)           | Gold                                                                   | 50.000    |
| Vereinigte Staaten (RIAA)    | 4× Platin                                                              | 4.000.000 |
| Vereinigtes Königreich (BPI) | Platin                                                                 | 600.000   |
| Insgesamt                    | 1× Gold · 8× Platin ·                                                  | 4.780.000 |